# Виртопу (Олт)
Виртопу (рум. Vârtopu) — село у повіті Олт в Румунії. Адміністративно підпорядковане місту Корабія.
Село розташоване на відстані 151 км на південний захід від Бухареста, 69 км на південь від Слатіни, 74 км на південний схід від Крайови.

## Населення
За даними перепису населення 2002 року у селі проживала 591 особа, усі — румуни. Усі жителі села рідною мовою назвали румунську.